# Opel Patentmotorwagen „System Lutzmann“

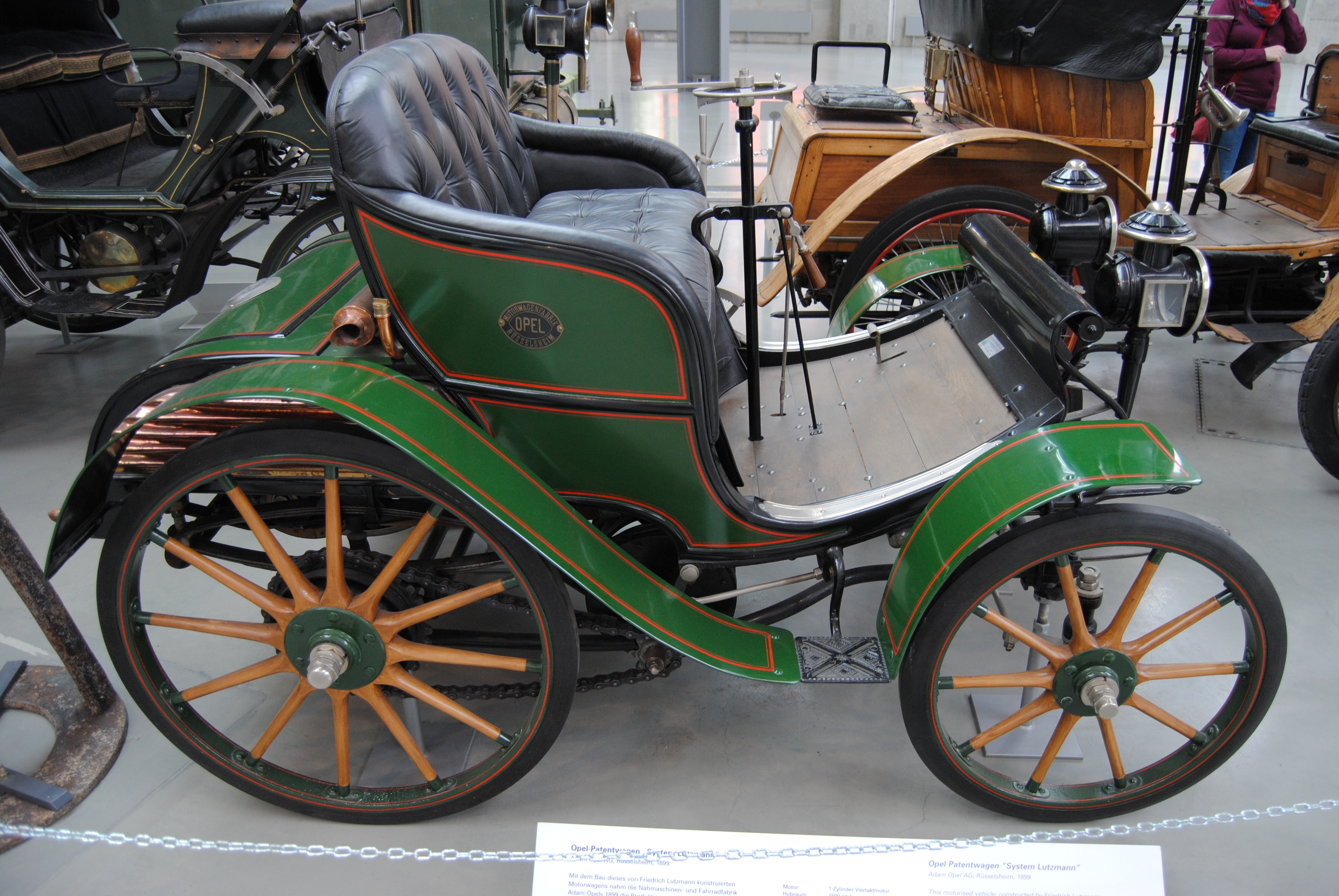
Opel-Patentmotorwagen im Deutschen Museum in München

Der Opel Patentmotorwagen „System Lutzmann“ war das erste Automobil von Opel, das – nach der Übernahme der Anhaltischen Motorwagenfabrik des Automobilpioniers Friedrich Lutzmann – zwischen 1899 und 1901 in Rüsselsheim hergestellt wurde.

## Geschichte

### Hintergrund
Das Unternehmen Opel war ein Hersteller von Nähmaschinen und Fahrrädern, das von Sophie Opel, der Witwe des Firmengründers, geführt wurde. Die ältesten Söhne Carl und Wilhelm waren Gesellschafter – und daneben auch Mitbegründer des Mitteleuropäischen Motorwagenvereins, der 1897 eine erste Automobilausstellung in Berlin veranstaltete. Aussteller dort waren Benz, Daimler, Kühlstein und Lutzmann, der den am 30. September veranstalteten Fahrwettbewerb gewann und damit die Aufmerksamkeit von Wilhelm und Fritz Opel erregte.
Die Opel-Brüder nahmen Kontakt mit dem Konstrukteur auf und besuchten im Anschluss an die Ausstellung seine Fabrik in Dessau. Sie hatten Interesse am Automobilbau, weil der Markt für Fahrräder zur Zeit der Jahrhundertwende (nach einem Boom und zahlreichen Unternehmens-Neugründungen) übersättigt war. Zu einer zweiten Besichtigung in Dessau kam es 1898.

### Produktion bei Opel in Rüsselsheim
Der Vertrag und Nachtrag wurden am 21. Januar 1899 unterschrieben (nach anderen Angaben erwarb Opel die Fabrik Lutzmanns bereits im Herbst 1898).
Der Kaufpreis betrug 116 687 ℳ; Friedrich Lutzmann wurde Direktor des Kraftwagenbaus und erhielt ein Jahresgehalt von 8000 ℳ (6000 ℳ ab dem zweiten Jahr) sowie einen Bonus von 1 % des jährlichen Umsatzes.
Der erste Opel-Patent-Motorwagen entstand in Rüsselsheim Anfang 1899.
Hierzu wurde die gesamte Produktion Lutzmanns aus Dessau dorthin verlegt. Opel erwarb auch Maschinen, Werkzeuge, Material, und Lutzmanns Patente und Kundenstamm,  und ein großer Teil der Dessauer Arbeiter wurde übernommen, allen voran der Werkmeister Sedlacek. Neben den übersiedelten Dessauer Arbeitern wurden weitere aus dem Fahrradbau abgezogen.
Zu den aus Dessau übernommenen Materialien gehörte auch ein fertiger Lutzmann Pfeil A. Auch erste Werbeannoncen im Februar 1899 zeigten noch unveränderte Lutzmann-Pfeil-Modelle.
Die Opel-Patentmotorwagen kosteten, je nach Modellvariante, um 2000 bis 3500 ℳ und entstanden in weitgehender Handarbeit – von einer Serienfertigung konnte keine Rede sein. Auch Sonderwünsche, beispielsweise nach Karbidlampen oder einem zusätzlichen Dienersitz, wurden erfüllt. Opel gewährte sechs Monate Garantie. Insgesamt wurden 65 Motorwagen ausgeliefert: 11 im Jahr 1899, 24 Exemplare im Jahr 1900 und 30 im Jahr 1901. Der Patentmotorwagen war damit kein wirtschaftlicher Erfolg für Opel.

### Ende der Zusammenarbeit mit Lutzmann
Zunehmend wurde offensichtlich, dass Lutzmanns Konstruktion veraltet war. Nachdem es diesem nicht gelang, seinen Motorwagen zu modernisieren oder neue Modelle zu entwickeln, erfolgte die Trennung 1901 nicht einvernehmlich.
Um die Motorwagenfabrikation auszulasten, wurde 1901 die Produktion von Motorrädern bei Opel aufgenommen, zunächst in Form einer Kopie der Laurin & Klement, dann mit Eigenkonstruktionen. Nachdem ein Vertrag mit Renault bereits abgeschlossen war, kam es wegen mangelnden Produktionskapazitäten zu einer Kooperation mit Darracq. Opel wurde Generalimporteur für Deutschland und Österreich-Ungarn und stellte Karosserien auch selbst her.

## Konstruktion
Die Konstruktion des Opel-Patentmotorwagens bestand aus einem Stahlrohrrahmen mit Holzaufbau und Starrachsen an halbelliptischen Blattfedern.
Gegenüber den in Dessau gebauten Pfeil-Modellen waren die Opel-Automobile vereinfacht und verzichteten auf die für den Kunstschlosser Lutzmann typischen „schmiedeeiserne Ornamente“.
Der Opel-Patentmotorwagen erhielt eine Achsschenkellenkung statt der bisherigen fahrradähnlichen Achsgabel- oder Drehschemellenkung, und auch Fahrwerk und Rahmen wurden überarbeitet, um einen niedrigeren Schwerpunkt und dadurch ein besseres Fahrverhalten zu erreichen.
Für den hinten in liegender Position eingebauten Motor wurde nun Grauguss statt Schmiedestahl verwendet, zu dessen Bearbeitung aber eine spezielle Zylinderbohrmaschine angeschafft werden musste.
Er hatte ein automatisches Einlassventil und leistete in der Variante mit 1,5 Litern Hubraum 3½ PS (ca. 2,5 kW) bei 650/min – die Höchstdrehzahl betrug 800/min.
Der Antrieb erfolgte über Riemen auf eine Vorgelegewelle und von dort mittels Ketten auf die Hinterräder. Der Riementrieb ermöglichte zwei Übersetzungen und Leerlauf, der Wählhebel war an der Lenksäule angebracht.
Wahlweise konnte der Opel-Patent-Motorwagen mit einem dritten Gang ausgestattet werden.
Wie bei den bisherigen Lutzmann-Modellen gab es kein Differentialgetriebe, der nötige Geschwindigkeitsausgleich zwischen den angetriebenen Hinterrädern bei Kurvenfahrt geschah über einen Freilauf im Kettenantrieb.
Der Opel-Patentmotorwagen hatte einen Tropföler und elektrische Batteriezündung. Zur Gemischbildung diente ein als Oberflächenvergaser ausgestalteter Benzintank.
Die Kühlung erfolgte nach dem Thermosiphon-Prinzip; ein dezidierter Röhrenkühler nebst Wasserpumpe war erst später erhältlich.
Der Motorwagen verfügte über zwei Bandbremsen, wobei die Handbremse auf das Vorgelege und die Fußbremse auf die Hinterräder wirkte.
Die Räder waren wie bei den Dessauer Modellen kugelgelagert, was seinerzeit nicht selbstverständlich war.
Serienmäßig war der Opel-Patentmotorwagen mit Vollgummireifen ausgestattet, Luftreifen („Pneumatics“) kosteten Aufpreis.
Mit Ausnahme des „Geschäftswagens“ wurden nur offene Aufbauten angeboten; ein Verdeck war auf Wunsch erhältlich. Das Auto wog etwa 450 bis 520 kg.

### Modellvarianten
Eine erste Produktbeschreibung erschien im Februar 1899: angeboten wurden ein Zweisitzer mit 4 PS, ein Viersitzer mit 5 PS, ein Jagdwagen oder „Break“ mit Zweizylinder und 6 PS sowie ein Omnibus mit zehn Sitzen und 8-PS-Zweizylinder. Gegen Aufpreis sollten Zweizylinder-Motoren bis 20 PS erhältlich sein.
Den Zweizylindermotor wollte Lutzmann „erst noch weiterentwickeln“. Soweit bekannt, entstanden in Rüsselsheim tatsächlich aber nur Einzylinder.
Noch im selben Jahr wurde ein neuer, „realistischerer“ Katalog herausgebracht, der sechs Modelle zeigte, Fahrzeuge für zwei bis vier Personen mit 4 bis 8 PS (No. 1 bis 5) und einen „Gepäck-“ oder „Reklamewagen“ (No. 6) mit optional erhältlichem „Wechselaufbau“, wodurch er zu einem Personenwagen umgebaut werden konnte. Dieses Fahrzeug wurde in der lokalen Presse als „Coloss von Rüsselsheim“ bezeichnet.
Im farbigen Prospekt von 1900 erschienen vier Modellvarianten mit Motoren von 3½, 4, und 5 PS. Es handelte sich um einen einfachen Zweisitzer, ein Fahrzeug mit zusätzlichem Platz für ein Kind, das Modell „Duc“ für vier bis fünf Personen, und ein Modell mit variablem Gepäckaufbau. Für 1901 wurde kein neuer Katalog mehr herausgebracht.

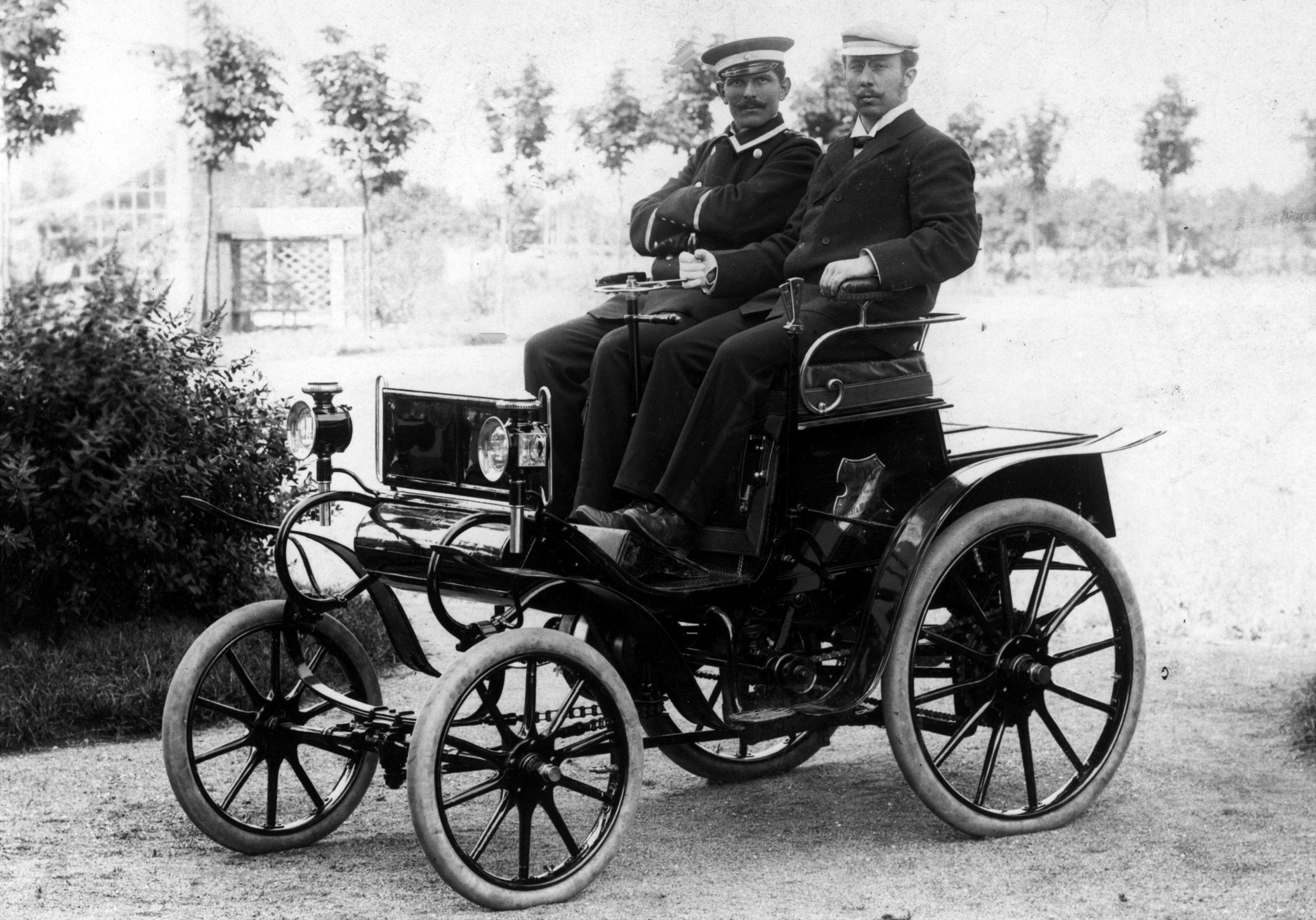
Heinrich Opel und Werkmeister Sedlacek (am Steuer) auf einem Opel-Patentmotorwagen im Jahr 1899
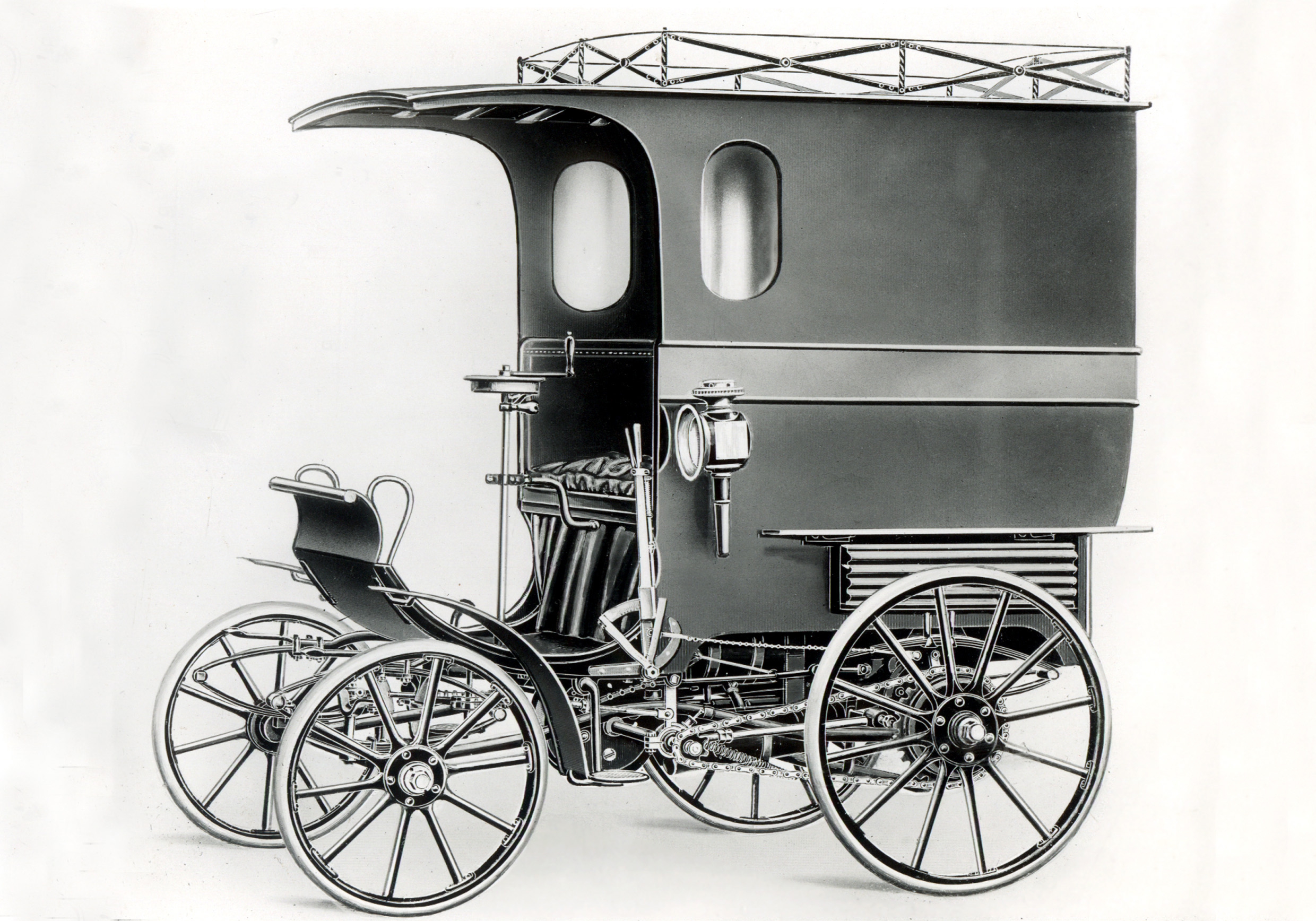
Opel-„Geschäftswagen“
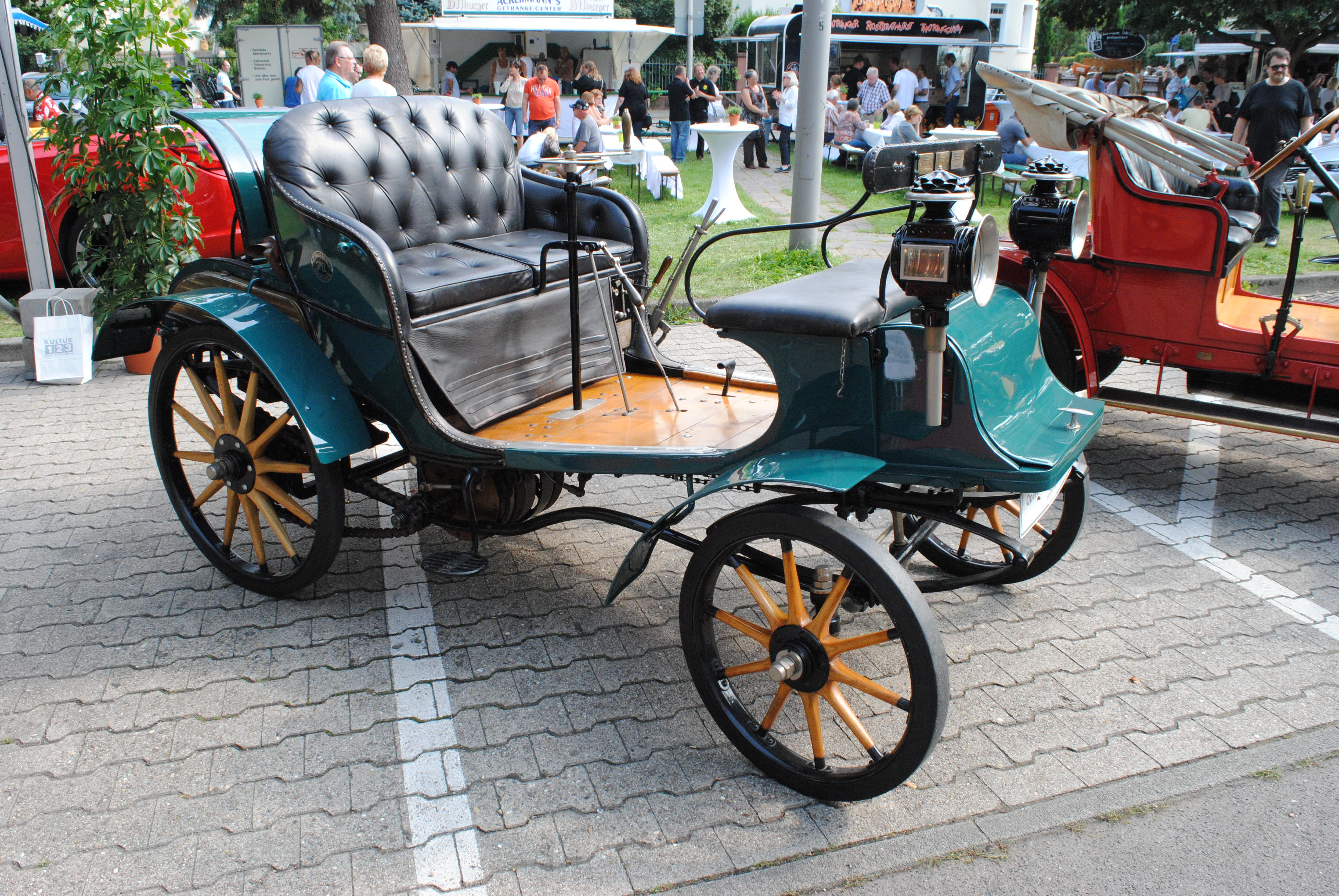
Opel-Patentmotorwagen, Bj. 1899, aus der Sammlung Opel Classic
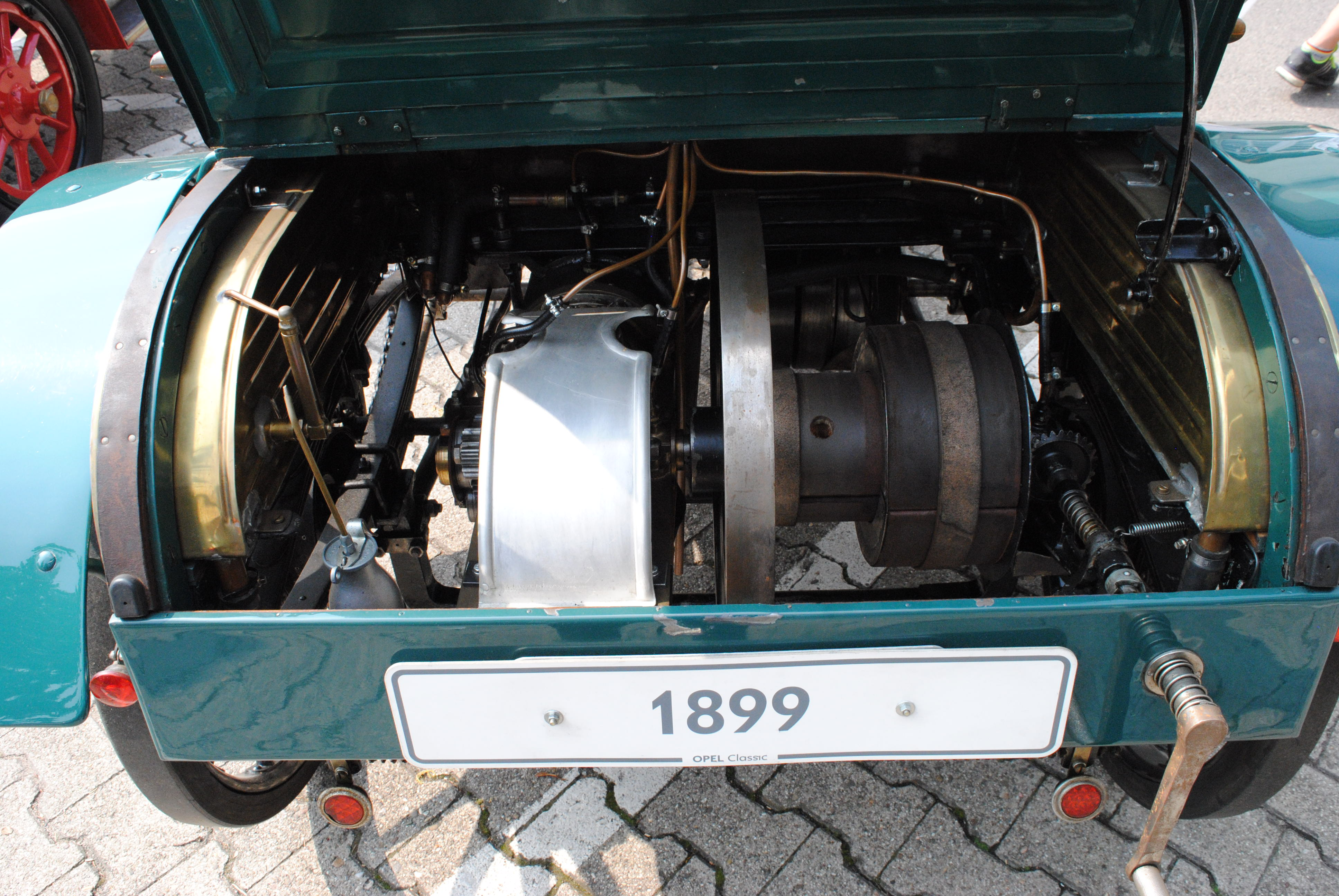
Opel Patentmotorwagen mit geöffneter Motorhaube
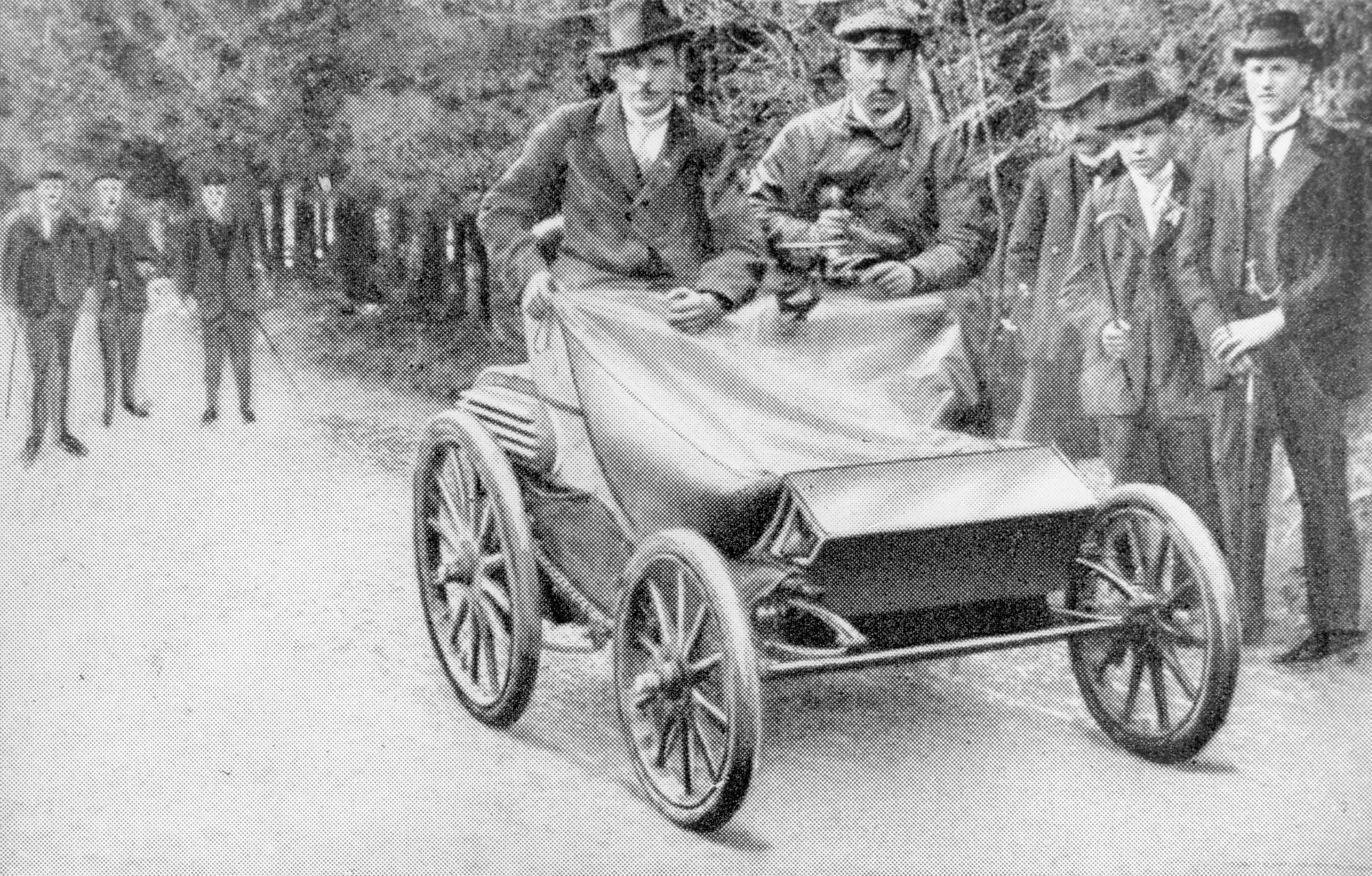
Opel-Rennwagen bei der Bergfahrt Heidelberg–Königstuhl 1901

## Wettbewerbsfahrten
Auf der Fernfahrt Aachen–Koblenz am 14. Mai 1899 fiel Heinrich Opel – mit einem Vorsprung von einer halben Stunde an erster Stelle liegend – mit einem Ausfall der Zündung aus. Am 2. Juli desselben Jahres, beim Rennen Frankfurt–Köln, gab es erneut Probleme mit der Zündung. Erstmals erfolgreich war der Opel-Patentmotorwagen am 14. Juli bei der Fernfahrt Mainz–Bingen–Koblenz–Mainz, wo Wilhelm Opel mit einer Durchschnittsgeschwindigkeit von 27,4 km/h den fünften Platz in der Klasse über 350 kg erreichte.
Am Sonntag, den 22. Oktober unternahmen Heinrich Opel und Beifahrer Sedlacek eine Fahrt über Flörsheim, Höchst und Oberursel und erklommen anschließend den Großen Feldberg.
Beim ersten Internationalen Bahnrennen in Frankfurt am Main am 29. Juli 1900 nahm Anne Marie Lutzmann, die Ehefrau des Konstrukteurs, als „erste Opel-Werksrennfahrerin“ teil.
Am 31. März 1901 gewannen Heinrich Opel und Werkmeister Sedlacek auf einem modifizierten Opel-Patentmotorwagen das Bergrennen auf den Königstuhl bei Heidelberg gegen 17 Konkurrenten und mit einer Durchschnittsgeschwindigkeit von 26 km/h.

## Erhaltene Fahrzeuge
Ein Opel-Patentmotorwagen befindet sich heute in Besitz der Sammlung Opel Classic und ein weiterer im Deutschen Museum (beide Bj. 1899). Letzterer wurde in den 1960er Jahren umfangreich restauriert. Mindestens ein weiteres Fahrzeug (Bj. 1900) befindet sich in Privathand.